# سليم كركر
سليم كركار (مواليد 4 أغسطس 1987) لاعب كرة قدم فرنسي يلعب مع نادي برقان الكويتي في دوري الدرجة الأولى. لعب كركار سابقًا مع أندية غويونون، كاليه، رينجرز ، تشارلتون أثليتيك، بيروي ستارا زاغورا، وفيريا.

## المسيرة الكروية
في 8 سبتمبر 2006، ظهر كركار لأول مرة كلاعب محترف، حيث بدأ مع نادي إف سي جوينيون في مباراة بالدوري الفرنسي الدرجة الثانية ضد نادي تورز. في 5 مايو 2007، وقع أول عقد احترافي له مع جوينيون.
في 17 أغسطس 2010، ذهب كيركار للتجربة مع نادي رينجرز في الدوري الاسكتلندي الممتاز، وسجل هدفًا في مباراة ودية 5-0 على بارتيك ثيسل. في 28 أكتوبر، أعلن مدرب رينجرز والتر سميث أن كيركار لم يعد هدفًا حيث كان ناديه القديم إف سي جوينيون يطالب بتعويض يصل إلى 360 ألف يورو. ثم تراجع إف سي جوينيون عن طلبه بالتعويض واختار بدلاً من ذلك بند البيع، مما يسمح لكيركار بالتوقيع مع نادي إيبروكس. ظهر لأول مرة كبديل في الفوز 5-0 على موذرويل في فير بارك ‏ في 30 أبريل 2011. سجل هدفه الأول لصالح رينجرز في كأس اسكتلندا ضد أربروث في 8 يناير 2012، احتفالًا بتقليد العزف على الناي على غرار جازا.
في 18 يوليو 2012، ذهب كيركار للتجربة مع نادي تشارلتون الإنجليزي في دوري البطولة الإنجليزية. ووقع مع تشارلتون في 1 أغسطس 2012. وأطلق سراحه من قبل تشارلتون في نهاية موسم 2012-13.
بعد سبعة أشهر من غيابه عن النادي، وقع كيركار عقدا مع نادي بيروي ستارا زاجورا البلغاري في 13 فبراير 2014.
في 20 أكتوبر 2016، وبعد فترة تجريبية، وقع كيركار عقدًا لمدة عام واحد مع النادي الآخر من ستارا زاجورا فيريا.

## المسيرة الدولية
يحمل كركار الجنسيتين الفرنسية والجزائرية. في عام 2014، أعلن مدرب الجزائر كريستيان جوركوف أنه يريد أن يلعب سليم للجزائر.

## الحياة الشخصية
كركار هو الشقيق الأصغر للاعب الجزائري الدولي السابق كريم كركار .

## الأوسمة

### رينجرز
- الدوري الاسكتلندي الممتاز (1): 2010–11
- كأس الدوري الاسكتلندي (1): 2011